# Yelena Tornikidu
Elena Andonisovna Tornikidu (en russe : Елена Андонисовна Торникиду), née le 27 mai 1965 à Tachkent, en RSS d'Ouzbékistan, est une joueuse soviétique et ouzbèke de basket-ball. Elle évoluait au poste d'ailière.

## Palmarès
- Championne olympique 1992
- Finaliste du championnat du monde 1986
- Championne d'Europe 1987
- Championne d'Europe 1989